# Varmie

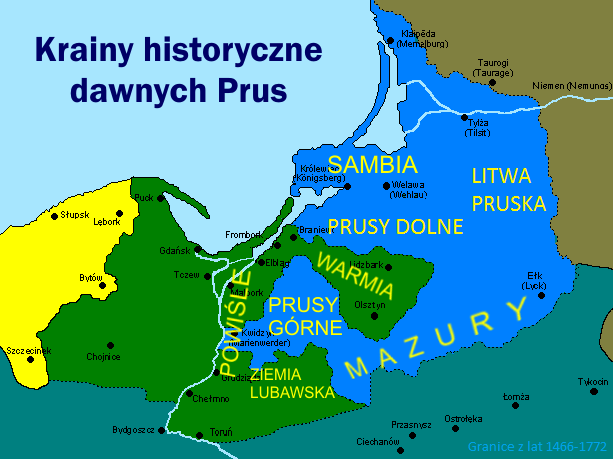
Mapa

Znak knížecího biskupství

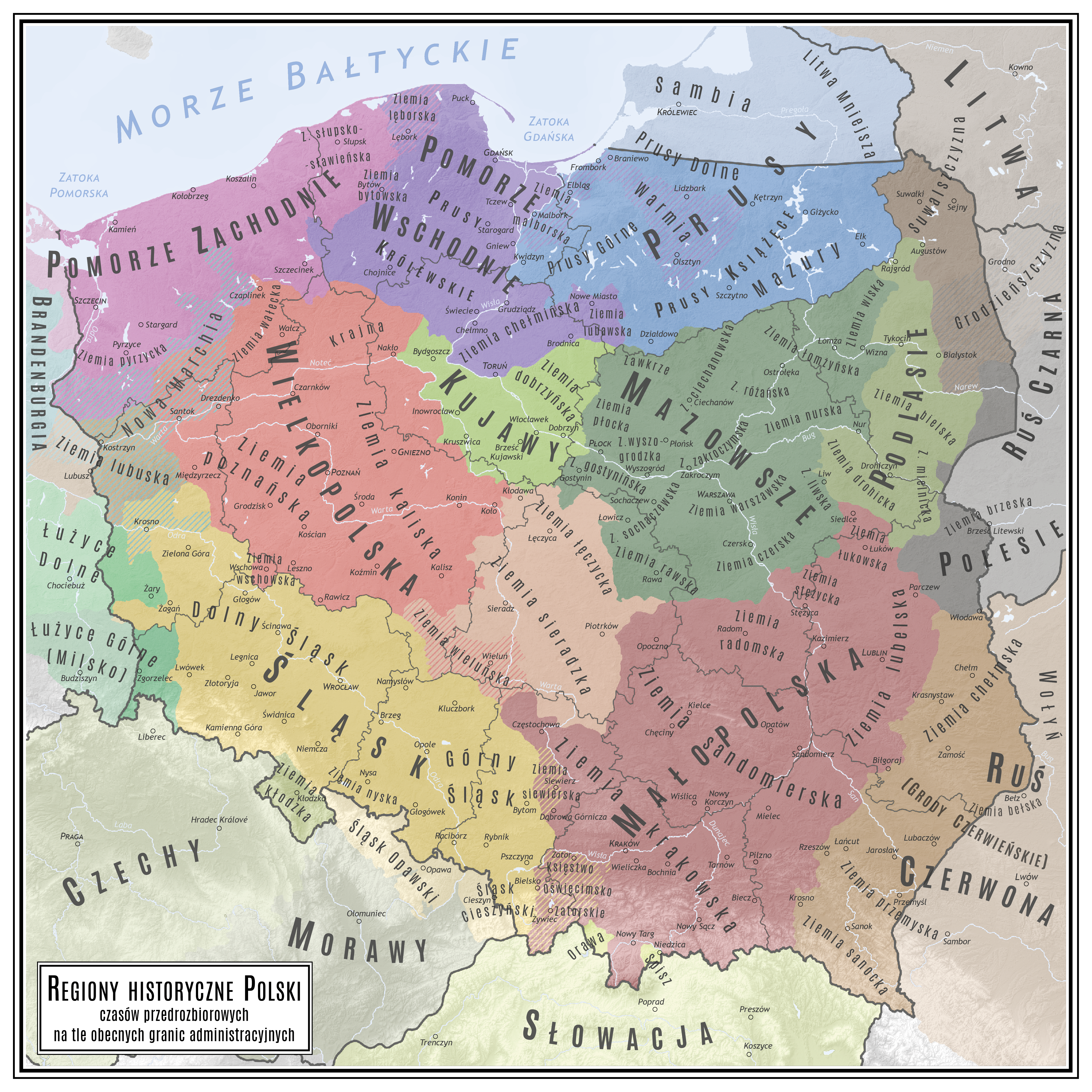
Varmie a další historické země Polska na pozadí moderních správních hranic

Varmie (polsky Warmia, německy Ermland) je historická oblast v nížině u pobřeží Viselského zálivu v povodí řek Lava a Pasłęka o rozloze okolo 40 000 km². Tradičním centrem je Lidzbark Warmiński, největším moderním městem je Olštýn. V současnosti je Varmie rozdělená mezi Varmijsko-mazurské vojvodství (Polsko) a Kaliningradskou oblast (Ruská federace).

## Historie
Oblast dostala název podle původních obyvatel z pruského kmene Varmů. Od třináctého století oblast ovládal Řád německých rytířů, který válčil s polskými králi. Druhý toruňský mír z roku 1466 přiřkl Varmii Polsku jako součást Královských Prus, zároveň si však místní biskup zachoval značnou autonomii a titul knížete. Jedním z kandidátů na biskupský úřad byl Mikuláš Koperník, který bydlel ve Fromborku a zabýval se studiem varmijské historie a vlastivědy. Při dělení Polska se v roce 1772 stala Varmie součástí Pruského království a začala germanizace území. Po 1. světové válce proběhl plebiscit ve Varmii a Mazursku, v němž většina obyvatel dala přednost setrvání v rámci Německa před připojením k Polsku. Po druhé světové válce německé obyvatelstvo uprchlo nebo bylo odsunuto a území Varmie bylo rozděleno mezi Polsko a SSSR. Varmie má dosud status samostatné arcidiecéze.

## Hlavní města
- Barczewo
- Biskupiec
- Bisztynek
- Braniewo
- Dobre Miasto
- Frombork
- Jeziorany
- Lidzbark Warmiński
- Olsztyn
- Orneta
- Pieniężno
- Reszel